# Gérard Lemaître

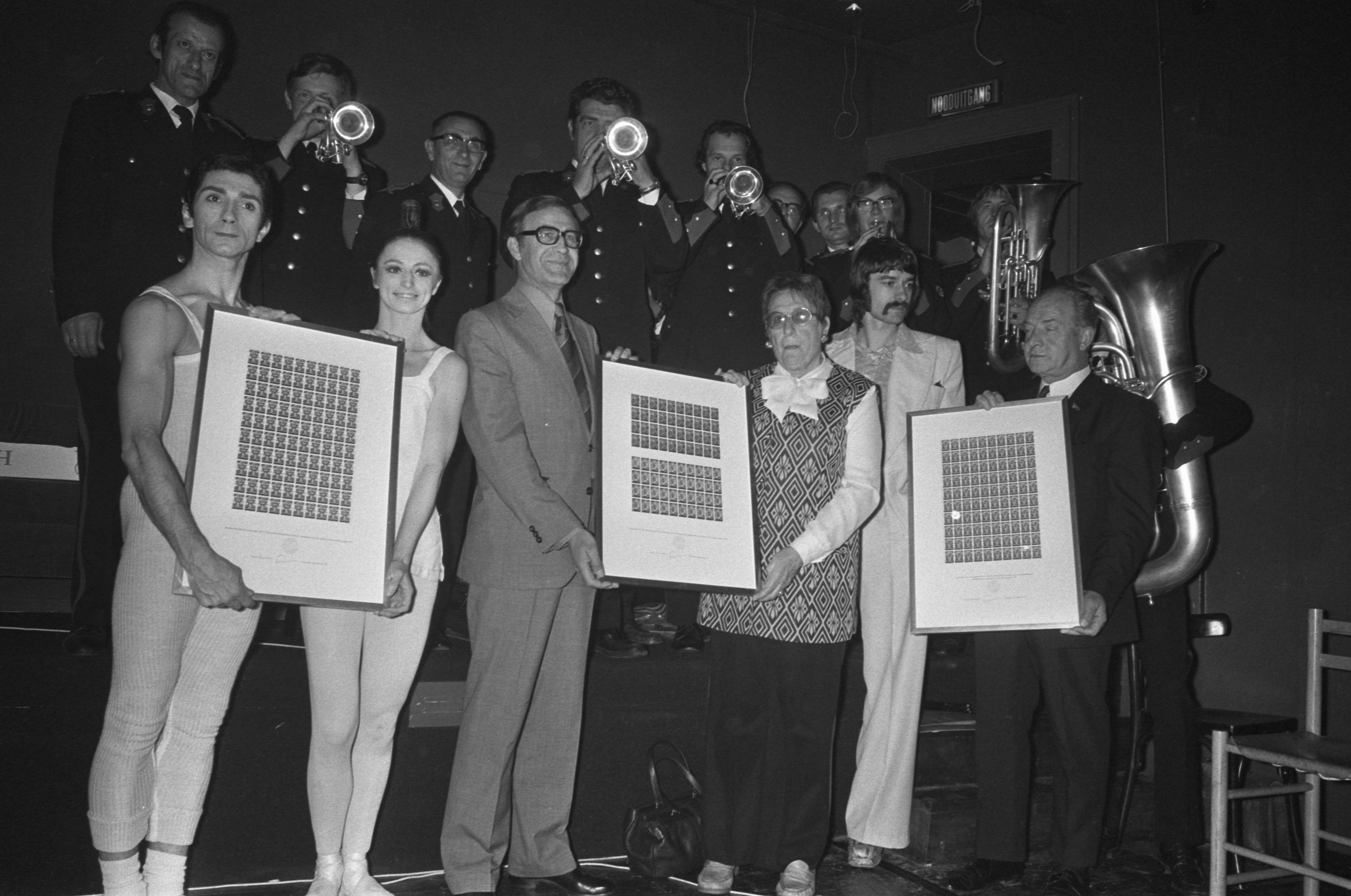
Gérard Lemaître (derde van links)

Gérard Lemaître (Parijs, 8 december 1936 – Den Haag, 14 december 2016) was een Frans balletdanser. Hij woonde en werkte het grootste deel van zijn loopbaan in Nederland.

## Loopbaan
Lemaître danste in de jaren vijftig in Frankrijk bij het Grand Ballet du Marquis de Cuevas en het balletgezelschap van choreograaf Roland Petit. Met zijn toenmalige partner Hans van Manen kwam hij in 1960 naar Nederland. Kort daarvoor had hij met Van Manen gedanst in de film 1-2-3-4 ou Les Collants noirs. In de periode 1960 tot 1982 danste hij bij het Nederlands Dans Theater in meer dan honderd balletten en drieduizend voorstellingen. Hij groeide uit tot een publiekslieveling en werkte veel samen met Van Manen en Jiří Kylián. In 1981 werd hij door burgemeester Frans Schols benoemd tot ridder in de Orde van Oranje-Nassau.
Na zijn afscheid bij NDT was Lemaître balletmeester van het Scapino Ballet, Introdans en het Ballet de l'Opéra de Lyon. Samen met Kylián richtte hij in 1991 het dansgezelschap NDT 3 op, een groep binnen het Nederlands Dans Theater voor dansers ouder dan 40 jaar. In 2001 ging hij op 65-jarige leeftijd met pensioen.
Gérard Lemaître overleed, enkele dagen na zijn tachtigste verjaardag op 14 december 2016 aan de gevolgen van amyloïdose (typering AL) veroorzaakt door de ziekte van Waldenström. Beide aandoeningen zijn tot op de dag van vandaag ongeneeslijk.